# Iglesia de Nuestra Señora de la Piedad (Azuara)
La iglesia de Nuestra Señora de la Piedad en Azuara (Provincia de Zaragoza, España), originalmente respondía tipológicamente al modelo de iglesia fortificada mudéjar, tan difundido en Aragón durante la Baja Edad Media. Fue construida en la segunda mitad del siglo XIV, tenía cabecera recta y una amplia nave única de dos tramos con capillas laterales cubiertas con cañón apuntado. 
Esta construcción fue modificada en el siglo XVIII, momento en el que se cambió la orientación de la iglesia, se habilitó el ingreso por la antigua cabecera, donde se construyó un coro en alto, y se abrió un nuevo presbiterio en el lado opuesto, precedido por un amplio crucero cupulado en estilo barroco. 
Además se recrecieron la galería perimetral, abierta al exterior mediante arcos apuntados y al interior mediante celosías, y las dos torres que flanqueaban la nueva portada, añadiéndose en ambas un cuerpo octogonal. Contrariamente, el resto de las torres que la rodeaban se recortaron para alinearlas a la altura de la nueva cubierta. 
La decoración exterior mudéjar es muy escasa, reducida a frisos de esquinillas enmarcando dicha tribuna y ménsulas de ladrillo en voladizo bajo el alero. Destaca además un motivo de cruz flordeliseada recruzada en el muro lateral norte.
Ahora es utilizada para misas, la llegada de los reyes magos y funerales. 
Esta iglesia es cuidada por los 100 habitantes que aún siguen en condiciones.
Tiene muchos defectos de deterioro al paso de toda la historia que contiene dentro de ella.
SE han realizado 2 puertas abiertas en lo que llevamos de siglo y todo el mundo se quedó alucinado con su interior.